# Belonopteryx arteriosa
Belonopteryx arteriosa är en insektsart som beskrevs av Gerstaecker 1863. Belonopteryx arteriosa ingår i släktet Belonopteryx och familjen guldögonsländor. Inga underarter finns listade i Catalogue of Life.